# Sydney Lohmann
Sydney Matilda Lohmann (* 19. Juni 2000 in Bad Honnef) ist eine deutsche Fußballspielerin. Sie ist seit dem 9. Juli 2025 Vertragsspielerin von Manchester City und spielt seit 2018 für die A-Nationalmannschaft.

## Karriere

### Vereine
Sydney Lohmann wuchs im oberbayerischen Pürgen auf. In ihrer Kindheit spielte sie zunächst für den SV Lengenfeld, dann für den VfL Kaufering, beide im Landkreis Landsberg am Lech.
Aus der Jugend des SC Fürstenfeldbruck wechselte Lohmann zur Saison 2016/17 in die Jugendabteilung des FC Bayern München. Für die B-Jugendmannschaft bestritt sie sechs Punktspiele in der Juniorinnen-Bundesliga und erzielte zwei Tore. Ihr Debüt am 17. September 2016 (1. Spieltag) beim 3:1-Sieg im Heimspiel gegen die B-Jugendmannschaft des 1. FC Nürnberg krönte sie mit ihrem ersten Tor, dem Treffer zum 2:0 per Strafstoß in der 20. Minute.
Parallel war Lohmann bereits für die zweite Mannschaft in der 2. Bundesliga Süd aktiv. Für diese debütierte sie bereits am 28. August 2016 (1. Spieltag) beim 1:0-Sieg im Auswärtsspiel gegen den 1. FC Saarbrücken. Im Rückspiel gegen diese Mannschaft erzielte sie beim 3:1-Sieg im Heimspiel am 19. Februar 2017 (12. Spieltag) mit dem Treffer zum 2:1 in der 88. Minute ihr erstes Tor.
Am 19. März 2017 (14. Spieltag) debütierte die offensive Mittelfeldspielerin in der Bundesliga bei der 0:2-Niederlage des FC Bayern München im Auswärtsspiel gegen den VfL Wolfsburg über 90 Minuten. Ihr erstes Bundesligator erzielte sie am 5. November 2017 (7. Spieltag) beim 3:1-Sieg im Heimspiel gegen den MSV Duisburg mit dem Treffer zum 2:1 in der 29. Minute. Mit ihrem in der 90. Minute verwandelten Strafstoß bei der SGS Essen am 4. Oktober 2020 (4. Spieltag) erzielte sie nicht nur den Siegtreffer zum 2:0, sondern auch den 1000. einer Bayern-Mannschaft in der Bundesliga.
Am 5. November 2020 wurde ihr Vertrag beim FC Bayern München um zwei weitere Jahre verlängert. Ihr eigentlicher Vertrag, der bis 2022 galt, wurde vorzeitig bis zum Sommer 2024 verlängert. Am 16. März 2024 verlängerte Lohmann ihren Vertrag bis Juni 2026. Am 9. Juli 2025 wurde ihre Verpflichtung zu Manchester City auf der Website des englischen Erstligisten öffentlich.

### Nationalmannschaft
Ihr Debüt im Nationaltrikot des DFB gab Sydney Lohmann in der U-15-Nationalmannschaft am 28. Oktober 2014, die in Glasgow mit 13:0 gegen die Auswahlmannschaft des Gastgebers gewann. Ihre ersten beiden Länderspieltore erzielte sie zwei Tage später an gleicher Stelle beim 8:0-Sieg im zweiten Vergleich mit der U-15-Nationalmannschaft Schottlands.
Für die U-16-Nationalmannschaft bestritt sie sieben Länderspiele, wobei sie am 29. Juni 2015, beim 2:1-Sieg über die Auswahlmannschaft Norwegens im Turnier um den Nordic Cup in Dänemark, debütierte.
Für die U-17-Nationalmannschaft debütierte sie am 19. März 2016 beim 2:0-Sieg über die Auswahlmannschaft der Schweiz. Mit der U-17-Nationalmannschaft nahm sie an der vom 4. bis 16. Mai 2016 in Belarus ausgetragenen Europameisterschaft teil. Mit ihren beiden Gruppenspielen am 4. und 7. Mai gegen die Auswahlmannschaften Spaniens und Italiens, die 2:2 und 0:0 endeten, trug sie zum Gewinn des Turniers bei.

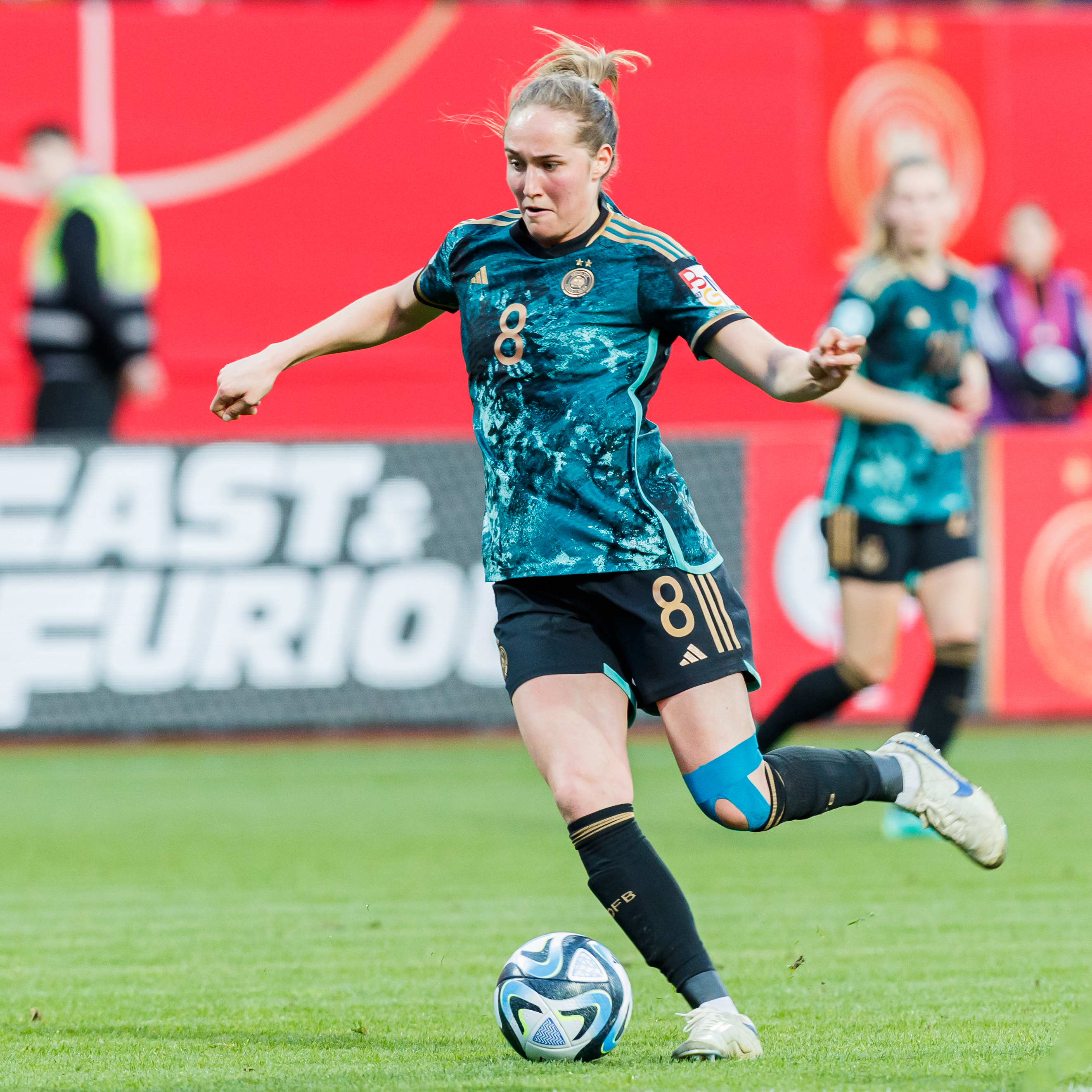
Sydney Lohmann (2023)

Für die U-19-Nationalmannschaft debütierte sie am 3. April 2018 in Senec beim 8:0-Sieg über die Auswahl der Slowakei im Zweitrunden-Qualifikationsspiel der Gruppe 2 für die Europameisterschaft 2018 in der Schweiz. Ihr Debüt für die A-Nationalmannschaft gab sie am 10. November 2018 in Osnabrück beim 5:2-Sieg im Testspiel gegen die Nationalmannschaft Italiens mit Einwechslung für Lina Magull in der 71. Minute. Ihr erstes Länderspieltor erzielte sie am 22. September 2020 im siebten EM-Qualifikationsspiel der Gruppe I beim 3:0-Sieg gegen die Nationalmannschaft Montenegros mit dem Treffer zum Endstand in der 59. Minute.
Bundestrainerin Martina Voss-Tecklenburg berief sie für die EM 2022 in England in den Kader. Das deutsche Team erreichte das Finale, scheiterte aber an der Nationalmannschaft Englands. Lohmann kam in vier Spielen zum Einsatz.
Bei der Weltmeisterschaft 2023 kam Lohmann verletzungsbedingt erst im letzten Gruppenspiel zum Einsatz und schied mit Deutschland nach der Gruppenphase aus.
Sie wurde für die Olympischen Spiele 2024 von Horst Hrubesch in den Kader berufen und bestritt 6 der 7 Spiele, darunter 5 Einwechslungen und das Halbfinale in der Startelf auf der Zehnerposition aufgrund des Ausfalls von Alexandra Popp. Die deutsche Nationalmannschaft verlor im Halbfinale nach Verlängerung gegen die Vereinigten Staaten, durch einen 1:0-Sieg im Spiel um Bronze gegen Spanien gewann das Team die Bronzemedaille.
Bundestrainer Christian Wück berief sie im Juni in den Kader für die Fußball-Europameisterschaft der Frauen 2025. Lohmann wurde dreimal eingewechselt, zuletzt für die verletzte  Sophia Kleinherne in der Verlängerung des Halbfinales gegen Weltmeister Spanien, in der ihr ein spielentscheidender Ballverlust unterlief.

## Erfolge
Nationalmannschaft
- Finalist Europameisterschaft 2022
- Olympische Bronzemedaille 2024
- Algarve-Cup-Sieger 2020 (kampflos)
- Finalist U-19-Europameisterschaft 2018
- U-17-Europameister 2016, 2017

FC Bayern München
- Deutscher Meister 2021, 2023, 2024, 2025
- DFB-Pokal-Sieger 2025, -Finalist 2018, 2024
- DFB-Supercup-Sieger 2024
- Deutscher B-Juniorinnenmeister 2017

## Auszeichnungen
- Silbernes Lorbeerblatt: 2024[10]

## Privates
Lohmann studiert Soziale Arbeit in Form eines Fernstudiums.